# 함재묘

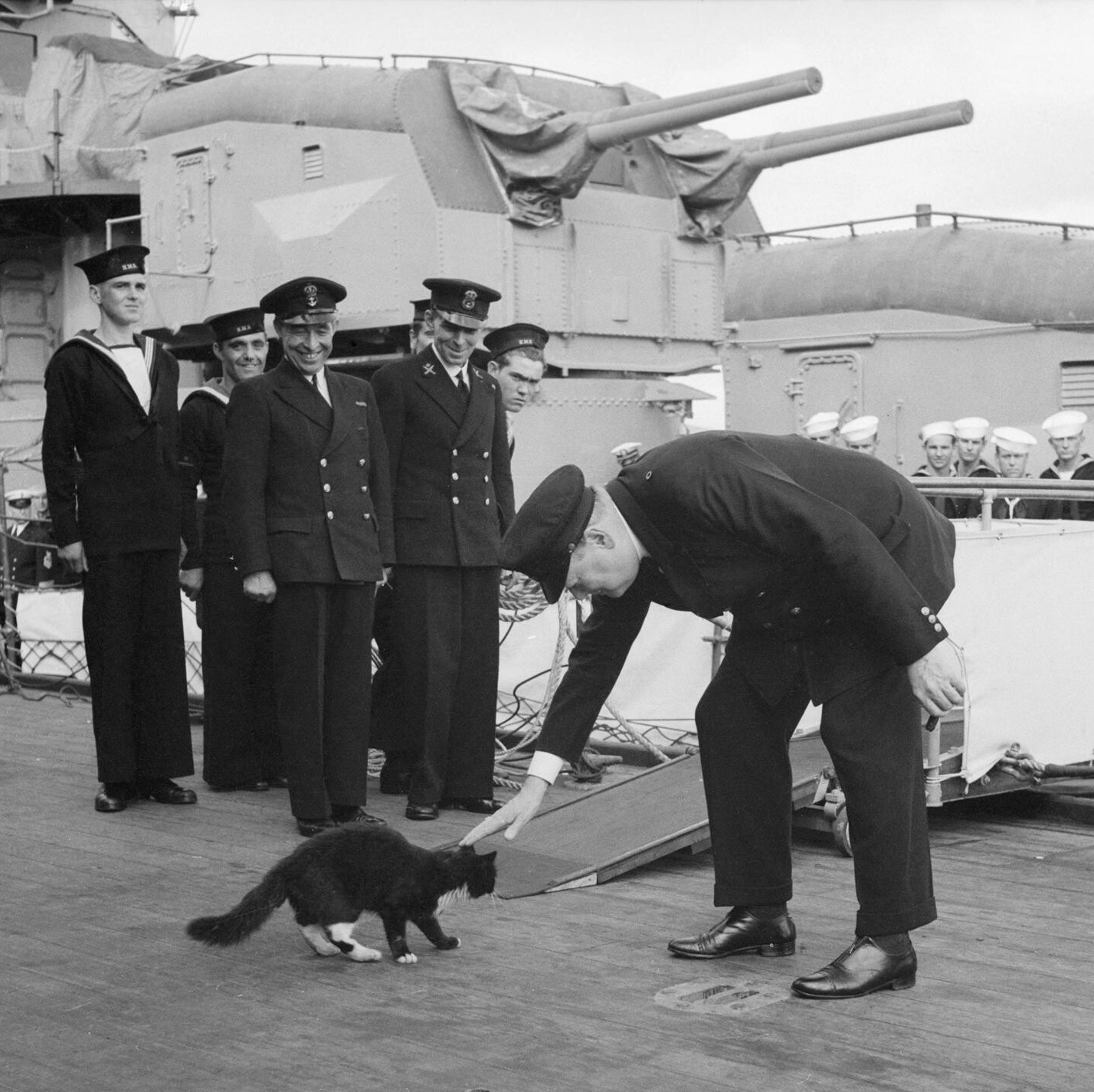
HMS 프린스 오브 웨일스의 함재묘를 쓰다듬는 윈스턴 처칠.

함재묘(艦在猫, Ship's Cat)는 대형 선박(상선, 탐험선, 군함 등)에 태우는 고양이이다. 

## 목적
고양이를 배에 태우는 행위의 역사는 고대로까지 거슬러 올라간다. 고양이가 선박에 동승하는 이유는 여러 가지가 있었지만, 가장 중요한 이유는 쥐를 잡기 위함이었다. 배에 기어들어온 쥐는 밧줄과 목재를 갉았고, 기술이 진보한 뒤에는 전선을 갉아 파손했다. 또 배에 싣고 있는 화물에 피해를 끼칠 가능성도 농후하다. 승조원들이 먹을 식량을 축내고, 화물이 식품일 경우 이마저 축내 경제적 손실을 발생시킬 수 있다. 또한 쥐는 여러 질병의 중간숙주로, 오랜 세월에 걸쳐 뱃일이 위험했던 데는 쥐가 매개하는 질병의 영향이 컸다.
고양이는 본능적으로 설치류를 공격하여 죽이기에, 이런 상황의 배에 태우기 알맞은 조건을 갖추고 있었다. 또한 승조원과 고양이 사이의 동지의식을 통한 향수병 방지와 위안 효과도 있었다.